# Prva nogometna liga FBiH
Prva nogometna liga FBiH je nogometna liga u BiH.

## Struktura lige
S 1. ligom Republike Srpske, tvori drugu razinu nogometnih natjecanja u BiH. Pobjednik ove lige se plasira u Premijer ligu BiH. Momčadi koje su zadnje, ispadaju u nižu razinu nogometnih natjecanja, druge lige FBiH Sjever, Centar, Jug i Zapad.

## Sudionici Lige u sezoni 2024./25.
- NK Bratstvo, Gračanica
- FK Budućnost, Banovići
- NK Čelik, Zenica
- FK Goražde, Goražde
- FK Gornji Rahić, Gornji Rahić
- NK Gradina, Srebrenik
- NK Jedinstvo, Bihać
- FK Radnički, Lukavac
- FK Radnik, Hadžići
- NK Stupčanica, Olovo
- HNK Tomislav, Tomislavgrad
- NK TOŠK, Tešanj
- NK Travnik, Travnik
- FK Tuzla City, Tuzla
- NK Zvijezda, Gradačac

## Dosadašnji prvaci
- 2000./01. – HNK Grude
- 2001./02. – NK Žepče
- 2002./03. – NK Travnik
- 2003./04. – FK Budućnost Banovići
- 2004./05. – NK Jedinstvo Bihać
- 2005./06. – FK Velež Mostar
- 2006./07. – NK Travnik
- 2007./08. – NK Zvijezda Gradačac
- 2008./09. – FK Olimpik Sarajevo
- 2009./10. – FK Budućnost Banovići
- 2010./11. – NK GOŠK Gabela
- 2011./12. – NK Gradina Srebrenik
- 2012./13. – NK Vitez
- 2013./14. – FK Sloboda Tuzla
- 2014./15. – FK Mladost Doboj Kakanj
- 2015./16. – NK Metalleghe-BSI Jajce
- 2016./17. – NK GOŠK Gabela
- 2017./18. – FK Sloga Simin Han
- 2018./19. – FK Velež Mostar1
- 2019./20. – FK Olimpik Sarajevo
- 2020./21. – HŠK Posušje1
- 2021./22. – FK Igman Konjic1
- 2022./23. – NK GOŠK Gabela1
- 2023./24. — FK Sloboda Tuzla1

Napomena:
1 – trenutačno nastupaju u Premijer nogometnoj ligi BiH
| Nogomet u BiH                                                 | Nogomet u BiH |
| ------------------------------------------------------------- | --- |
|                                                               | |
| Nogometni savez BiH Nogometni savez FBiH • Nogometni savez RS | |
|                                                               | |
| Nacionalne momčadi                                            | seniori • do 21 • do 19 • do 17 • B |
|                                                               | |
| Ligaška natjecanja                                            | Premijer liga BiH • Prva liga FBiH • Prva liga RS • Druga liga FBiH (Sjever, Centar, Jug, Zapad) • Druga liga RS (Zapad, Istok) • Županijske lige • Regionalne lige RS • Područne lige RS |
|                                                               | |
| Kup natjecanja                                                | Kup BiH • Super Kup • Kup RS • Kup FBiH |
|                                                               | |
| Omladinska natjecanja                                         | Premijer omladinska liga BiH • Omladinska liga BiH (Sjever, Centar, Jug, Zapad) |
|                                                               | |
| Popis klubova • Popis stadiona                                | |

| Nogomet u BiH                                                 | Nogomet u BiH |
| ------------------------------------------------------------- | --- |
|                                                               | |
| Nogometni savez BiH Nogometni savez FBiH • Nogometni savez RS | |
|                                                               | |
| Nacionalne momčadi                                            | seniori • do 21 • do 19 • do 17 • B |
|                                                               | |
| Ligaška natjecanja                                            | Premijer liga BiH • Prva liga FBiH • Prva liga RS • Druga liga FBiH (Sjever, Centar, Jug, Zapad) • Druga liga RS (Zapad, Istok) • Županijske lige • Regionalne lige RS • Područne lige RS |
|                                                               | |
| Kup natjecanja                                                | Kup BiH • Super Kup • Kup RS • Kup FBiH |
|                                                               | |
| Omladinska natjecanja                                         | Premijer omladinska liga BiH • Omladinska liga BiH (Sjever, Centar, Jug, Zapad) |
|                                                               | |
| Popis klubova • Popis stadiona                                | |